# Видиковац Ослуша
Видиковац Ослуша је удаљен 8km од Митровца, на планини Тари, налази се на надморској висини од 964m.
Видиковац је опремљен дрвеном надстрешницом са клупама и столовима, информативним таблама и ложиштем за ватру. На овом локалитету се налази и полетиште за параглајдере, а са овог лако доступног видиковца пружа се поглед на долину Дрине, Републику Српску, Бајину Башту и Повлен.

## Галерија
- Видиковац Ослуша
- Поглед са видиковца
- Поглед са видиковца
- Поглед са видиковца
- Поглед са видиковца
- Поглед са видиковца
- Поглед са видиковца